# Briefkastengesellschaft
Briefkastengesellschaft (englisch letterbox company, base company, nominee company, paper company, shell corporation; spanisch empresa fantasma; deutsch auch Briefkastenfirma, Basisgesellschaft oder Offshore-Firma; Schweiz und Liechtenstein: Domizilgesellschaft) ist in der Umgangssprache die Bezeichnung für ein nach dem Recht des betreffenden Sitzlandes formal als Gesellschaft durch Eintragung in ein Firmenregister errichtetes Unternehmen, das zwar rechtlich existiert, jedoch tatsächlich keinen Geschäftsbetrieb unterhält. Es werden durch die Briefkastengesellschaft ausschließlich die wirtschaftlichen Zwecke eines Hintermannes verfolgt, und dieser tritt nach außen nicht in Erscheinung.

## Allgemeines
International sehr unterschiedliche Bestimmungen hinsichtlich des Steuerrechts, der Übermittlung von Daten an andere Staaten, des Firmenregisters, des Verschleierns von Vermögen oder Konten, der Geldwäsche, des Verbraucher- und Anlegerschutzes beziehungsweise der Umsetzung internationaler Vereinbarungen bewirken, dass einzelne Staaten für bestimmte Unternehmenszwecke Vorteile erbringen. In diesen Ländern bietet es sich an, Briefkastenfirmen zu errichten oder international zu verschachteln. Auch national errichtete verschachtelte Briefkastenfirmenkonstrukte können steuerrechtliche Vorteile bringen oder rechtswidrigen Zwecken (Korruption, Versickerung etc.) dienen.
So führt die international sehr unterschiedliche Besteuerung dazu, dass es Hochsteuer- und Niedrigsteuerländer (Steueroasen) gibt. Dabei ist die Steuerpflicht international – auch in Deutschland – an den Sitz (bei Unternehmen) oder Wohnsitz (natürliche Personen) geknüpft (Wohnsitzlandprinzip). Um Vermögen oder Einkommen nicht in einem Hochsteuerland der Steuerpflicht zu unterwerfen, versuchen einige Steuerpflichtige durch Vertragsgestaltung, ihre Vermögen und/oder Einkommen in Niedrigsteuerländer zu dort ansässigen Firmen zu verlagern. Da diese Firmen nach dem Wohnsitzlandprinzip steuerpflichtig sind, unterliegen sie der Steuerpflicht im Niedrigsteuerland. International werden mit Briefkastenfirmen auch strenge Gesetze zur Rohstoffausbeutung, zum Umweltschutz, zur Finanzwirtschaft aber auch zum Sicherheits- bzw. Söldnerwesen in den Ländern umgangen, aus denen die Unternehmen ursprünglich stammen. Schwarze Kassen auf Briefkastenkonten werden auch von Managern geführt, um Unternehmensgelder zu veruntreuen. In der internationalen Kunstszene werden teilweise durch Briefkastengesellschaften die Existenz von vermeintlich verschollenen Kunstwerken oder die Eigentumsverhältnisse an Kunstwerken verschleiert.
Nach Schätzungen haben 95 Prozent der klassischen Briefkastenfirmen einen kriminellen Hintergrund, wobei davon 70 Prozent auf organisierte Kriminalität und nur 20 Prozent auf Steuerbetrug entfallen sollen. Das grundsätzliche damit auch verbundene weltweite Offshore-Vermögen beträgt geschätzte 21 bis 32 Billionen US-Dollar. International gesehen stellen viele Banken trotz erheblichen Geldwäschebedenken ihrerseits Offshore-Gesellschaften und Briefkastenfirmen eigene Konten zur Verfügung bzw. helfen, die Geldwäsche zu verschleiern.
Um mit Briefkastenfirmen rechtswidrig agieren zu können, werden anonyme Mantelgesellschaften, Gesellschaften mit Fantasienamen, stiftungsähnliche Anlageformen, Formfreiheit der Verträge, mangelnde gerichtliche Dokumentierungen (gerichtliches oder notarielles Protokoll) beim Gründungsvorgang, das Fehlen des Erfordernis von wesentlichem Unternehmenskapital zur Gründung, die Möglichkeit von Formulargründungen, die Tarnungsmöglichkeit durch das Anführen wohltätiger Organisationen, die Möglichkeit von „Vorratsgesellschaften“, formfreien Briefkastenkonten, unkritische Registerbehörden, Bestimmungen zur unkomplizierten Unternehmenstransferierung, die leicht machbare Rückdatierung von Verträgen, das Fehlen des Beglaubigungserfordernisses bei Unterschriften der Firmenorgane und allenfalls elektronische Signaturen benötigt.
Zur Verschleierung der wahren Eigentümerstruktur der Briefkastenfirma werden Scheindirektoren eingesetzt. Diese treten nach außen im Firmenregister in Erscheinung, obwohl sie weder die Geschäfte noch die Konten steuern. Die Scheindirektoren werden von Rechtsanwaltsfirmen verpflichtet, keine Ansprüche zu stellen, durch Vollmacht die Kontrolle an den wahren Eigentümer zu übergeben und Blanko (damit das Datum später eingetragen werden kann) zu kündigen, Konten zu eröffnen und zukünftige Hauptversammlungen durchzuführen oder Jahresabschlüsse zu erstellen. In vielen Ländern wird die tatsächliche Existenz der Scheindirektoren nicht ordnungsgemäß geprüft. Grundsätzlich ist der Scheindirektor oft unwissend einem großen Risiko ausgesetzt, weil allfällige Forderungen oder Strafen gegen das Unternehmen ihn treffen.
Zur Verhinderung von umstrittenen Steuersparmodellen auch unter Anwendung von Briefkastenfirmen wird international die Verankerung effektiver Formvorschriften und eine Anzeigepflicht der beteiligten Unternehmensberater, Banken, Steuerberater und Rechtsanwälte entwickelt.
Briefkastengesellschaften sind oft lediglich im örtlichen Handels- oder Firmenregister (wie in Deutschland das Handelsregister) meist in der Rechtsform einer Kapitalgesellschaft eingetragen und erfüllen damit die Anforderungen an die Rechtsfähigkeit. Darüber hinaus nehmen diese Firmen aus betriebswirtschaftlicher Sicht jedoch keine betrieblichen Funktionen (Beschaffung, Produktion, Vertrieb und Finanzierung) oder Servicefunktionen (Unternehmensleitung, Personalwesen, Verwaltung, Forschung und Entwicklung oder Logistik) wahr, ihre Geschäftsführung wird durch Strohmänner oder in Personalunion ausgeübt. Zudem fehlt es an Geschäftsräumen sowie Betriebs- und Geschäftsausstattung, Kommunikationsmitteln oder Personal, so dass eine wirtschaftliche Tätigkeit gar nicht ausgeübt werden kann. Da die Postanschrift bei der Registereintragung zu hinterlegen ist, begnügen sie sich mit einem Postfach oder Briefkasten, woraus sich ihr Name ableitet. Allenfalls wird eine betriebliche Funktion vorgetäuscht.

## Geschichte und Begriffsherkunft
Die Schweiz gilt als das erste Steuerparadies, denn mit der Einführung eines strengen Schweizer Bankgeheimnisses im November 1934 schuf sie über die Anonymität und niedrige Steuern die Voraussetzungen zur Steuerflucht. Der italienische Bankier Michele Sindona – dem man Verbindungen zur Mafia nachsagte – gründete 1950 seine erste Briefkastenfirma, die Fasco AG, in Vaduz (Liechtenstein). Der US-Amerikaner William J. Gibbons prägte 1957 den Begriff „base company“ für Unternehmen mit dem ausschließlichen Betriebszweck der Steuerumgehung. Das übersetzte man in Deutschland mit dem Begriff Basisgesellschaft, deren Bezeichnung ersichtlich erstmals 1961 aufkam. Eine negative Konnotation erlangte die Basisgesellschaft wohl erstmals im Jahre 1964, als sie ins Zwielicht geriet. Im Juni 1965 kam es in Deutschland durch die Länderfinanzminister zu einem „Steueroasen-Erlass“, der auf die Verlagerung von Einkünften und/oder Vermögen in Steueroasen reagierte. Nachdem die Cayman Islands 1965 zunächst mit dem zollfreien Verkauf von Luxusgütern begannen, gilt die Norfolkinsel seit 1966 als erste Insel, die Briefkastenfirmen erlaubte. Der Bundesfinanzhof (BFH) verwendete den Begriff Basisgesellschaft ersichtlich erstmals in seinem Urteil vom 17. Juli 1968, wonach es sich bei Basisgesellschaften um Scheinfirmen zum Zweck der Steuerflucht handele. Gleichzeitig tauchte in diesem Urteil auch die Bezeichnung „Briefkastenfirma“ auf. Von „Domizilgesellschaft“ wiederum war überwiegend in der Schweiz und in Liechtenstein die Rede. In Liechtenstein machte 1978 die „besondere Gesellschaftssteuer“, die von diesen Holding- und Domizilgesellschaften zu entrichten war, 34,4 % der gesamten Steuereinnahmen aus. Als 1984 die Regierung der British Virgin Islands Unternehmen anbot, Briefkastenfirmen anzusiedeln, machten die Firmen hiervon in der Folgezeit reichlich Gebrauch. Im Jahre 2000 gab es bereits 400.000 hiervon, 2015 waren es 800.000 bei nur knapp 29.000 Einwohnern. Vorausgegangen waren solche Erlaubnisse bereits in Vanuatu (1971), Cook Islands (1981) oder Antigua und Barbuda (1982). Motiv war – wie in allen Steueroasen – die Verbesserung der eigenen Wirtschaftsstruktur und die Generierung zusätzlicher Steuereinnahmen. Das gelang, denn die Gebühreneinnahmen aus der Gründung solcher Gesellschaften erreichten auf den Jungferninseln 50 % der Staatseinnahmen.
In der deutschsprachigen Fachliteratur werden Basisgesellschaft, Briefkastenfirma oder Domizilgesellschaft zuweilen voneinander unterschieden. Der Bundesfinanzhof (BFH), der von Basisgesellschaften spricht, erwähnte in einem Urteil vom Dezember 1995 dann auch die Domizilgesellschaft, für ihn ist sie „eine Gesellschaft ohne eigenes Personal, ohne eigene Geschäftsräume und ohne eigene Geschäftsausstattung“. Für Gernot Brähler ist die Basisgesellschaft ein selbständiger, von in Hochsteuerländern ansässigen Kapitalgebern gegründeter oder erworbener Rechtsträger, dessen statutarischer Sitz in einem ausländischen Staat mit in der Regel günstigen steuerlichen Bedingungen liegt. Er will sie von Briefkasten- oder Domizilgesellschaften unterscheiden, weil letztere über kein eigenes Personal, keine eigenen Liegenschaften und keinen Geschäftsbetrieb verfügten. Während demnach die Basisgesellschaft eine eigene wirtschaftliche Tätigkeit durchführe, sei dies bei Briefkasten- oder Domizilgesellschaften nicht der Fall. Die herrschende Meinung in der Fachliteratur bezeichnet indes Briefkastengesellschaften als Basisgesellschaften ohne eigenes Personal und eigene Geschäftsräume. Es ist daher davon auszugehen, dass alle drei Begriffe denselben Inhalt aufweisen. Steuerrechtlich hat sich der Begriff Basisgesellschaft durchgesetzt. In der Schweiz und in Liechtenstein ist der Begriff Domizilgesellschaft geläufig; es handelt sich um eine rechtlich, wirtschaftlich und geschäftlich selbständige juristische Person, die eine Verwaltungstätigkeit, aber keine Geschäftstätigkeit ausübt. Die Verwaltungstätigkeit beschränkt sich auf die Verwaltung des eigenen Vermögens.

## Arten
Der Betriebswirt Lothar Haberstock unterschied 1976 in seiner Habilitationsschrift zwischen typischer und atypischer Basisgesellschaft. Ihre Unterscheidung machte er von den wirtschaftlichen Interessen abhängig. Während die typische Basisgesellschaft ihre wirtschaftlichen Interessen in Drittstaaten (also weder im Basisland noch im Sitzland) verfolge, habe dagegen die atypische Basisgesellschaft ihre wirtschaftlichen Interessen im Hochsteuerland.

## Rechtsfragen
Der BFH nennt sie „funktionslose Basisgesellschaften“. Sie sind bereits seit Januar 1975 Gegenstand der BFH-Rechtsprechung. Nach ständiger BFH-Rechtsprechung erfüllt die Zwischenschaltung von Basisgesellschaften in der Rechtsform einer Kapitalgesellschaft im niedrig besteuernden Ausland den Tatbestand des Rechtsmissbrauchs, wenn hierfür wirtschaftliche oder sonst beachtliche Gründe fehlen. Sie fallen unter den Tatbestand des Scheingeschäfts nach § 41 Abs. 2 AO, des Missbrauchs von rechtlichen Gestaltungsmöglichkeiten nach § 42 AO oder des § 50d Abs. 1 EStG (Doppelbesteuerungsabkommen). Ein steuerliches Scheingeschäft liegt nach § 41 Abs. 2 AO vor, wenn die formalrechtlichen Gestaltungen tatsächlich nicht bestehen. Nach § 42 Satz 1 AO kann durch Missbrauch von Gestaltungsmöglichkeiten des Rechts das Steuergesetz nicht umgangen werden. Ein Missbrauch von rechtlichen Gestaltungsmöglichkeiten in diesem Sinne liegt nach ständiger Rechtsprechung des BFH vor, wenn eine rechtliche Gestaltung gewählt wird, die zur Erreichung des erstrebten wirtschaftlichen Ziels unangemessen ist, der Steuerminderung dienen soll und durch wirtschaftliche oder sonst beachtliche außersteuerliche Gründe nicht zu rechtfertigen ist. Unangemessen ist danach im Allgemeinen eine rechtliche Gestaltung, die verständige Parteien in Anbetracht des wirtschaftlichen Sachverhalts, insbesondere des erstrebten wirtschaftlichen Ziels, als unpassend nicht wählen würden. § 50 d Abs. 1a EStG dient der Gesetzesbegründung zufolge der Konkretisierung des Grundsatzes, dass bilaterale Abkommen unter einem Umgehungsvorbehalt stehen. § 50d Abs. 3 EStG schließt den Anspruch einer ausländischen Gesellschaft auf Steuerbefreiung oder -ermäßigung nach § 44d EStG oder nach einem Doppelbesteuerungsabkommen aus, soweit Personen an ihr beteiligt sind, denen die Steuerentlastung nicht zustünde, wenn sie die Einkünfte unmittelbar erzielten, und für die Einschaltung der ausländischen Gesellschaft wirtschaftliche oder sonst beachtliche Gründe fehlen und sie keine eigene Wirtschaftstätigkeit entfaltet. Werden im Inland erzielte Einnahmen zur Vermeidung inländischer Steuer durch eine ausländische Kapitalgesellschaft „durchgeleitet“, gilt dies auch dann, wenn es sich bei dem Sitzstaat der ausländischen Kapitalgesellschaft nicht um ein Niedrigbesteuerungsland handelt. Da die Einkünftezurechnung nicht Gegenstand der Doppelbesteuerungsabkommen ist, gelten insoweit die jeweiligen nationalen Zurechnungsvorschriften und damit auch § 42 AO. Eine bloße Briefkastengesellschaft, die sich letztlich in ihrer formalen Existenz erschöpft, wird auch den supranationalen Erfordernissen nicht gerecht.
Es besteht in diesen Fällen die tatsächliche Vermutung, dass derjenige, der für die Zwischenschaltung einer solchen Gesellschaft keinen überzeugenden Grund angeben kann, mit dieser Gestaltung die Umgehung der Besteuerung im Inland verfolgt. Werden im Inland erzielte Einnahmen zur Vermeidung inländischer Steuer durch eine ausländische Basisgesellschaft in der Rechtsform einer Kapitalgesellschaft „durchgeleitet“, so kann ein Gestaltungsmissbrauch unabhängig davon vorliegen, ob der Staat, in dem die Kapitalgesellschaft ihren Sitz hat, ein Niedrigsteuerland ist.
Das europäische Gesellschaftskollisionsrecht ermöglicht Briefkastengesellschaften aus allen EU- und EWR-Mitgliedstaaten. Infolge der EuGH-Urteile Daily Mail, Centros, Überseering und Inspire Art muss Deutschland die nach dem Recht dieser Staaten wirksam gegründeten Gesellschaften anerkennen, auch wenn der Verwaltungssitz in Deutschland liegt. Es ist Deutschland – und allen EU-Mitgliedstaaten – damit versagt, in solchen Fällen die Sitztheorie anzuwenden, nach der ggf. ausländischen Gesellschaften die Rechtsfähigkeit als juristische Person versagt wird. Eine Maßnahme zur Herstellung von Transparenz und zur Bekämpfung von illegalen Geschäften mit Briefkastengesellschaften ist die Schaffung von Registern wirtschaftlicher Eigentümer von Unternehmen.

## Abschirmwirkung
Die so genannte Abschirmwirkung bedeutet, dass sich für Unternehmen im Hochsteuerland die Besteuerungsgrundlagen durch die Erhöhung von Betriebsausgaben und Verringerung von Betriebseinnahmen (wegen Verlagerung ins Niedrigsteuerland) verringern und sich im Niedrigsteuerland entsprechend erhöhen (primäre Abschirmwirkung). Die sekundäre Abschirmwirkung folgt, wenn die Basisgesellschaft die aus der primären Abschirmwirkung angesammelten Gewinne in den Wirtschaftskreislauf des Hochsteuerlandes zurückführt.

## Sitzländer
Typische Sitzländer von Briefkastengesellschaften sind Offshore-Finanzplätze wie Irland, Isle of Man, Kanalinseln (mit Guernsey und Jersey), Liechtenstein, Luxemburg oder die Schweiz (in Europa), in der Karibik insbesondere Bahamas, Barbados, Bermuda, Cayman Islands, Jungferninseln oder in Mittelamerika Panama.

## Rechtsfolgen
Liegt nach § 42 AO ein Missbrauch durch Steuerumgehung vor, wird für Steuerzwecke die Basisgesellschaft negiert mit der Folge, dass die von ihr vereinnahmten Einkünfte oder Vermögen dem inländischen Steuerpflichtigen zugerechnet werden wie wenn die Basisgesellschaft nicht existieren würde („steuerlicher Durchgriff“). Die Erstattung von Kapitalertragsteuer ist gemäß § 50d Abs. 1a EStG vom Finanzamt zu versagen, wenn es sich bei der Basisgesellschaft um eine rein künstliche Gestaltung handelt, die als ausländische Gesellschaft weder über Geschäftsräume oder Personal noch über Kommunikationsmittel verfügt und es an objektiven, von dritter Seite nachprüfbaren Anhaltspunkten fehlt, die Rückschlüsse auf ein „greifbares Vorhandensein“ der ausländischen Gesellschaft und für eine „wirkliche“ eigenwirtschaftliche Tätigkeit zulassen. Die Nachweispflicht dafür, dass es sich um eine „Scheinfirma“ handelt, liegt bei den inländischen Steuerbehörden. Ausländische Basisgesellschaften unterliegen der deutschen unbeschränkten Steuerpflicht, wenn sich der tatsächliche Ort der Geschäftsleitung im Inland befindet (§ 10 AO).

## Briefkastenbank
Bei Kreditinstituten in Form einer Briefkastengesellschaft spricht man von einer Briefkastenbank.